# Botewgradpass
Botewgradpass (bulgarisch Ботевградски проход Botewgradski prochod), veraltet Arabakonak (bulgarisch Арабаконак; auch Araba-Konak), ist ein Gebirgspass durch das Balkangebirge, der Sofia mit Botewgrad in Nord-Bulgarien verbindet und 980 Meter hoch ist.

## Geschichte
Am 4. Oktober 1872 wurde eine Gruppe osmanischer Soldaten am Arabakonak ausgeraubt, die die Steuereinnahmen aus der Umgebung eingesammelt hatten. Die Gesamtsumme belief sich etwa auf einen damaligen Wert von umgerechnet 10.000 US-Dollar. Als Täter wurden bulgarische Freiheitskämpfer der IRO angegeben, die das damals noch zum Osmanischen Reich gehörende Gebiet in die Unabhängigkeit führen wollten. Das Geld war notwendig, um den Widerstand gegen die Osmanen aufrechterhalten zu können.
Während des Russisch-Osmanischen Krieges lieferten sich hier im Winter 1877/78 russische und osmanische Truppen heftige Gefechte, die schließlich mit dem Durchbruch der Russen nach Sofia endeten. Zum Gedenken an die Gefallenen steht dort noch heute ein mächtiges Denkmal.
Eine Gruppe von Kommunisten wollte am 14. April 1925 den damaligen Zaren von Bulgarien, Boris III., ermorden (Arabakonak-Attentat). Der Zar überlebte nur, weil ein persönlicher Freund, Deltscho Iltschew, ihn mit seinem Körper deckte, doch ein General starb an den Folgen des Attentates. Am selben Tage noch wurde der General Kosta Georgiew in Sofia ermordet, als Vorbereitung für den Bombenanschlag auf die Kathedrale Sweta Nedelja, bei dem bis zu 200 Menschen starben.